# Гуараита
Гуараита (порт. Guaraíta)  —  муниципалитет в Бразилии, входит в штат Гояс. Составная часть мезорегиона Центр штата Гойас. Входит в экономико-статистический  микрорегион Серис. Население составляет 2842 человека на 2006 год. Занимает площадь 205,306 км². Плотность населения — 13,8 чел./км².

## Статистика
- Валовой внутренний продукт на 2003 год составляет 11 635 734,00 реалов (данные: Бразильский институт географии и статистики).
- Валовой внутренний продукт на душу населения на 2003 год составляет 4126,15 реалов (данные: Бразильский институт географии и статистики).
- Индекс развития человеческого потенциала на 2000 год составляет 0,697 (данные: Программа развития ООН).